# 愛麗絲·帕克
愛麗絲·帕克（英語：Alice Parker，死於1692年9月22日）是1692年塞勒姆審巫案中，因被指控涉及巫術而被吊死的19名犧牲者之一。
1692年5月12日，愛麗絲·帕克被控施展多項巫術，包括拋棄湯瑪斯·韋斯特蓋特（Thomas Westgate）和對瑪麗·沃倫的姊妹施術。在針對愛麗絲·帕克的數項指控中，也包括了謀殺瑪麗·沃倫的母親。瑪格麗特·雅各布斯（Margaret Jacobs）指稱，她曾在北方目擊到愛麗絲以靈體的姿態出現。愛麗絲·帕克否認了所有指控，她請求上帝的慈悲，還說希望大地裂開並將她吞噬。
愛麗絲·帕克最後與瑪莎·科里、瑪麗·伊斯泰、瑪麗·帕克、安·普德亞特爾、瑪格麗特·史考特、威爾莫特·里德和塞繆爾·沃德維爾等另外七名涉嫌使用巫術者在9月22日被集體吊死，是塞勒姆審巫案最後一批被吊死的犧牲者。尼古拉斯·諾伊斯牧師主持了這場絞刑處決。瑪麗·布拉德伯里原本會在同一天被處決，但她最後成功溜了。
某些來源指出，愛麗絲·帕克是約翰·帕克的妻子。在審巫案案發當時，塞勒姆村有好幾個不同的「帕克」家族，很容易造成混淆。

## 延伸閱讀
- 查爾斯·溫特沃思·阿珀姆 (1980). Salem Witchcraft: New York: Frederick Ungar Publishing Co., 2vv., v.2 pp. 179–85, 324.